# Reinhold Kempe
Anders Reinhold Kempe, född 11 november 1869 i Ytterlännäs socken, död 15 maj 1941 i Dundee, Sydafrika, var en svensk präst och missionär. Han var bror till Janne Kempe.
Reinhold Kempe var son till maskinisten Johan Erik Kempe. Efter läroverksstudier i Härnösand blev Kempe student vid Uppsala universitet 1890, där han 1896 blev teologie kandidat och även avlade folkskollärarexamen. Han prästvigdes 1896 för Härnösands stift och flyttade 1897 till Sydafrika som missionär i svenska kyrkans tjänst, först i Ekutuleni och 1912 till Dundee, där han slutligen blev konferensordförande och prost 1935. Främst genom sin administrativa och praktiska begåvning utförde Kempe ett betydelsefullt pionjärarbete, ofta under hård motstånd, och byggnader för gudstjänst, undervisning och sjukvård kom att uppföras för Svenska kyrkans missions räkning. Kempe kom snart att leda inte bara svenska kyrkans mission utan all annan luthersk missionsverksamhet i Sydafrika. Under många år var han chef för ett lutherskt bokförlag i Sydafrika som grundades 1923 och under Kempes ledning blev ett blomstrande företag. Han utgav några mindre arbeten på zulu.